# Газнил (Белуно)
Газнил (итал. Gasnil) је насеље у Италији у округу Белуно, региону Венето.
Према процени из 2011. у насељу је живело 20 становника. Насеље се налази на надморској висини од 641 м.